# Hibernians Paola
Der Hibernians Football Club ist ein maltesischer Fußballverein aus Paola.
Der Verein verfügt mit dem Hibernians Football Ground, welcher 8.000 Zuschauer fasst, über ein eigenes Stadion. Dort werden jedoch nicht nur Spiele der Hibs ausgetragen; die Hibernians ihrerseits spielen oftmals auch im Ta’ Qali-Stadion.

## Geschichte
1922 schlossen sich Anhänger der Strickland’s Constitutional Party zu einer Fußballmannschaft zusammen, die im gleichen Jahr mit dem Spielbetrieb in einer unterklassigen Amateurliga begann. Nachdem anfangs kaum Wettbewerbcharakter vorhanden war, gelang es dem Constitutionals FC ab 1928 einer der führenden Amateurvereine zu werden.
Nachdem 1931 die Meisterschaft in der Amateurliga gelungen war, entschied man, sich der Profifußballbewegung anzuschließen. Gemäß den Statuten musste ein neuer Name gefunden werden und der Klub gab sich die heutige Bezeichnung.
Zwischen 1946 und 1949 war der Verein eine Fusion mit den Little Rainbows aus dem benachbarten Tarxien eingegangen.
In den 1930er Jahren schaffte es der Klub zu einigen Vizemeisterschaften, musste aber bis 1961 warten, ehe der erste Erfolg in der Vereinsgeschichte gelang. Diesem Titel sollten noch elf weitere Meisterschaften folgen, die letzte gelang 2017. Außerdem erreichte der Klub im nationalen Pokalwettbewerb neun Pokalerfolge.

## Erfolge
- Maltesischer Meister (13): 1961, 1967, 1969, 1979, 1981, 1982, 1994, 1995, 2002, 2009, 2015, 2017, 2022[3]
- Maltesischer Pokal (11): 1962, 1970, 1971, 1980, 1982, 1998, 2006, 2007, 2012, 2013, 2025
- Maltesischer Supercup (4): 1994, 2007, 2015, 2022

## Europapokalbilanz
| Saison  | Wettbewerb                    | Runde                  | Gegner                   | Gesamt | Hin     | Rück          |
| ------- | ----------------------------- | ---------------------- | ------------------------ | ------ | ------- | ------------- |
| 1961/62 | Europapokal der Landesmeister | Vorrunde               | Servette Genf            | 1:7    | 0:5 (A) | 1:2 (H)       |
| 1962/63 | Europapokal der Pokalsieger   | 1. Runde               | Olympiakos Piräus        | 1      |         |               |
| 1962/63 | Europapokal der Pokalsieger   | 2. Runde               | Atlético Madrid          | 0:5    | 0:4 (A) | 0:1 (H)       |
| 1967/68 | Europapokal der Landesmeister | 1. Runde               | Manchester United        | 0:4    | 0:4 (A) | 0:0 (H)       |
| 1968/69 | Messestädte-Pokal             | 1. Runde               | Aris Saloniki            | 0:7    | 0:1 (A) | 0:6 (H)       |
| 1969/70 | Europapokal der Landesmeister | 1. Runde               | Spartak Trnava           | 2:6    | 2:2 (H) | 0:4 (A)       |
| 1970/71 | Europapokal der Pokalsieger   | 1. Runde               | Real Madrid              | 0:5    | 0:0 (H) | 0:5 (A)       |
| 1971/72 | Europapokal der Pokalsieger   | Qualifikation          | Fram Reykjavík           | 03:2 2 | 3:0 (A) | 0:2 (H)       |
| 1971/72 | Europapokal der Pokalsieger   | 1. Runde               | Steaua Bukarest          | 0:1    | 0:0 (H) | 0:1 (A)       |
| 1974/75 | UEFA-Pokal                    | 1. Runde               | FC Amsterdam             | 00:12  | 0:5 (A) | 0:7 (H)       |
| 1976/77 | UEFA-Pokal                    | 1. Runde               | Grasshopper Zürich       | 0:9    | 0:7 (A) | 0:2 (H)       |
| 1978/79 | UEFA-Pokal                    | 1. Runde               | Sporting Braga           | 3:7    | 0:5 (A) | 3:2 (H)       |
| 1979/80 | Europapokal der Landesmeister | 1. Runde               | Dundalk FC               | 1:2    | 0:2 (A) | 1:0 (H)       |
| 1980/81 | Europapokal der Pokalsieger   | 1. Runde               | Waterford FC             | 1:4    | 1:0 (H) | 0:4 (A)       |
| 1981/82 | Europapokal der Landesmeister | 1. Runde               | Roter Stern Belgrad      | 02:10  | 1:2 (H) | 1:8 (A)       |
| 1982/83 | Europapokal der Landesmeister | 1. Runde               | Widzew Łódź              | 2:7    | 1:4 (H) | 1:3 (A)       |
| 1986/87 | UEFA-Pokal                    | 1. Runde               | Trakia Plowdiw           | 00:10  | 0:2 (H) | 0:8 (A)       |
| 1990/91 | UEFA-Pokal                    | 1. Runde               | Partizan Belgrad         | 0:5    | 0:3 (H) | 0:2 (A)       |
| 1994/95 | UEFA-Pokal                    | Vorrunde               | Dinamo Minsk             | 5:6    | 1:3 (A) | 4:3 n. V. (H) |
| 1995/96 | UEFA-Pokal                    | Vorrunde               | Tschornomorez Odessa     | 2:7    | 2:5 (H) | 0:2 (A)       |
| 1996    | UEFA Intertoto Cup            | Gruppenphase           | Uralmasch Jekaterinburg  | 1:2    | 1:2 (H) | 1:2 (H)       |
| 1996    | UEFA Intertoto Cup            | Gruppenphase           | ZSKA Sofia               | 1:4    | 1:4 (A) | 1:4 (A)       |
| 1996    | UEFA Intertoto Cup            | Gruppenphase           | Racing Straßburg         | 0:2    | 0:2 (H) | 0:2 (H)       |
| 1996    | UEFA Intertoto Cup            | Gruppenphase           | Kocaelispor              | 3:5    | 3:5 (A) | 3:5 (A)       |
| 1997/98 | Europapokal der Pokalsieger   | Qualifikation          | ÍBV Vestmannaeyjar       | 0:4    | 0:1 (H) | 0:3 (A)       |
| 1998/99 | Europapokal der Pokalsieger   | Qualifikation          | Amica Wronki             | 0:5    | 0:4 (A) | 0:1 (H)       |
| 2001    | UEFA Intertoto Cup            | 1. Runde               | Zagłębie Lubin           | 1:4    | 0:4 (A) | 1:0 (H)       |
| 2002/03 | UEFA Champions League         | 1. Qualifikationsrunde | Shelbourne FC            | 3:2    | 2:2 (H) | 1:0 (A)       |
| 2002/03 | UEFA Champions League         | 2. Qualifikationsrunde | Boavista Porto           | 3:7    | 0:4 (A) | 3:3 (H)       |
| 2003    | UEFA Intertoto Cup            | 1. Runde               | AC Allianssi             | 1:2    | 0:1 (A) | 1:1 (H)       |
| 2004    | UEFA Intertoto Cup            | 1. Runde               | Slaven Belupo Koprivnica | 2:4    | 2:1 (H) | 0:3 (A)       |
| 2005/06 | UEFA-Pokal                    | 1. Qualifikationsrunde | Omonia Nikosia           | 0:6    | 0:3 (A) | 0:3 (H)       |
| 2006/07 | UEFA-Pokal                    | 1. Qualifikationsrunde | Dinamo Bukarest          | 1:9    | 0:4 (H) | 1:5 (A)       |
| 2007/08 | UEFA-Pokal                    | 1. Qualifikationsrunde | Vojvodina Novi Sad       | 1:7    | 1:5 (A) | 0:2 (H)       |
| 2008    | UEFA Intertoto Cup            | 1. Runde               | ND Gorica                | 0:3    | 0:3 (H) | 0:0 (A)       |
| 2009/10 | UEFA Champions League         | 1. Qualifikationsrunde | FK Mogren                | 0:6    | 0:2 (H) | 0:4 (A)       |
| 2012/13 | UEFA Europa League            | 1. Qualifikationsrunde | FK Sarajevo              | 6:9    | 2:5 (A) | 4:4 (H)       |
| 2013/14 | UEFA Europa League            | 1. Qualifikationsrunde | Vojvodina Novi Sad       | 3:7    | 1:4 (H) | 2:3 (A)       |
| 2014/15 | UEFA Europa League            | 1. Qualifikationsrunde | Spartak Trnava           | 2:9    | 2:4 (H) | 0:5 (A)       |
| 2015/16 | UEFA Champions League         | 2. Qualifikationsrunde | Maccabi Tel Aviv         | 3:6    | 2:1 (H) | 1:5 (A)       |
| 2016/17 | UEFA Europa League            | 1. Qualifikationsrunde | FC Spartak Trnava        | 0:6    | 0:3 (A) | 0:3 (H)       |
| 2017/18 | UEFA Champions League         | 1. Qualifikationsrunde | FC Infonet Tallinn       | 3:0    | 2:0 (H) | 1:0 (A)       |
| 2017/18 | UEFA Champions League         | 2. Qualifikationsrunde | FC Salzburg              | 0:6    | 0:3 (H) | 0:3 (A)       |
| 2019/20 | UEFA Europa League            | 1. Qualifikationsrunde | FK Schachzjor Salihorsk  | 0:2    | 0:1 (A) | 0:1 (H)       |
| 2020/21 | UEFA Europa League            | 1. Qualifikationsrunde | FC Vaduz                 | 2:0    | 2:0 (A) | 2:0 (A)       |
| 2020/21 | UEFA Europa League            | 2. Qualifikationsrunde | Fehérvár FC              | 0:1    | 0:1 (H) | 0:1 (H)       |
| 2021/22 | UEFA Champions League         | 1. Qualifikationsrunde | FC Flora Tallinn         | 0:5    | 0:2 (A) | 0:3 (H)       |
| 2021/22 | UEFA Europa Conference League | 2. Qualifikationsrunde | SS Folgore/Falciano      | 7:3    | 3:1 (A) | 4:2 (H)       |
| 2021/22 | UEFA Europa Conference League | 3. Qualifikationsrunde | Riga FC                  | 2:4    | 1:0 (A) | 1:4 n. V. (H) |
| 2022/23 | UEFA Champions League         | 1. Qualifikationsrunde | Shamrock Rovers          | 0:3    | 0:3 (A) | 0:0 (H)       |
| 2022/23 | UEFA Europa Conference League | 2. Qualifikationsrunde | FC Levadia Tallinn       | 4:3    | 3:2 (H) | 1:1 (A)       |
| 2022/23 | UEFA Europa Conference League | 3. Qualifikationsrunde | FK RFS                   | 2:4    | 1:1 (A) | 1:3 (H)       |
| 2025/26 | UEFA Conference League        | 2. Qualifikationsrunde | Spartak Trnava           | 2:7    | 1:2 (H) | 1:5 (A)       |

Gesamtbilanz: 98 Spiele, 16 Siege, 12 Unentschieden, 70 Niederlagen, 75:262 Tore (Tordifferenz −187)

### Markante Stationen im Europapokal
Bei ihren insgesamt 34 Teilnahmen im Europapokal (Stand: Saison 2021/22) konnten die Hibernians Paola sich zweimal gegen eine andere Mannschaft durchsetzen (in der Qualifikationsrunde um den Europapokal der Pokalsieger 1971/72 gegen Fram Reykjavík und in der ersten Qualifikationsrunde zur Champions League 2002/03 gegen den Shelbourne FC) und erreichten ein weiteres Mal die nächste Runde, nachdem ihr Gegner (Olympiakos Piräus im Europapokal der Pokalsieger 1962/63) seine Teilnahme zurückgezogen hatte. In der zweiten Runde desselben Turniers scheiterten die Hibernians dann gegen den späteren Finalisten Atlético Madrid mit dem Gesamtergebnis von 0:5, wobei sie im heimischen Empire Stadium ein respektables 0:1 erzielten.
Ein noch besseres Ergebnis erreichten sie fünf Jahre später im Europapokal der Landesmeister 1967/68, als sie dem späteren Turniersieger Manchester United im heimischen Empire Stadium ein 0:0 abtrotzten; ein Erfolg, den sie drei Jahre später (Europapokal der Pokalsieger 1970/71) gegen einen ähnlich renommierten Gegner (den späteren Finalisten Real Madrid) wiederholen konnten. In der darauffolgenden Saison (Europapokal der Pokalsieger 1971/72) schalteten die Hibernians mit dem isländischen Vertreter Fram Reykjavík nicht nur erstmals eine gegnerische Mannschaft auf sportlichem Wege aus, sondern scheiterten darüber hinaus in der nächsten Runde äußerst knapp (0:0 und 0:1) gegen Steaua Bukarest. Nachdem die Hibernians in den UEFA-Pokal-Spielzeiten 1974/75 und 1976/77 desaströse Niederlagen gegen den FC Amsterdam (Gesamtergebnis 0:12) und den Grasshopper Club Zürich (addiert 0:9) bezogen hatten, konnten sie bei ihren darauffolgenden drei Teilnahmen wieder einige achtbare Ergebnisse erzielen: so gewannen sie 1978/79 ihr Heimspiel gegen Sporting Braga mit 3:2, scheiterten 1979/80 nur knapp (mit 0:2 und 1:0) gegen den Dundalk FC und konnten auch in der Saison 1980/81 gegen den irischen Pokalsieger Waterford FC einen 1:0-Heimsieg verbuchen. In der Vorrunde der UEFA-Pokal-Saison 1994/95 konnten die Hibernians Paola sogar eine 1:3-Hinspielniederlage bei Dynamo Minsk ausgleichen, scheiterten dann aber in der Verlängerung.
Der bisher letzte „Big Point“ war der 3:2-Gesamtsieg gegen den irischen Meister Shelbourne FC in der ersten Qualifikationsrunde zur Champions League 2002/03. Nach dem 1:0-Auswärtssieg im Rückspiel konnte aber keines der seither ausgetragenen 16 Begegnungen gewonnen werden und nur zwei davon endeten unentschieden: 3:3 gegen Boavista Porto (2002/03) und 4:4 gegen den FK Sarajevo (2012/13).
Der höchste Sieg war das 3:0 gegen Fram Reykjavík in der Saison 1971/72 und die höchste Niederlage das 0:8 bei Trakia Plowdiw in der Saison 1986/87.

## Spieler
- Eddie Theobald (1956–1974)
- Mario Muscat (1993–)
- Andrew Cohen (1999–2016)
- Adrian Mifsud (2000–2004)
- Terence Groothusen (2019–2020 & 2022–)

## Trainer
- Stanley Matthews (1970)